# Donauhochwasser 1862

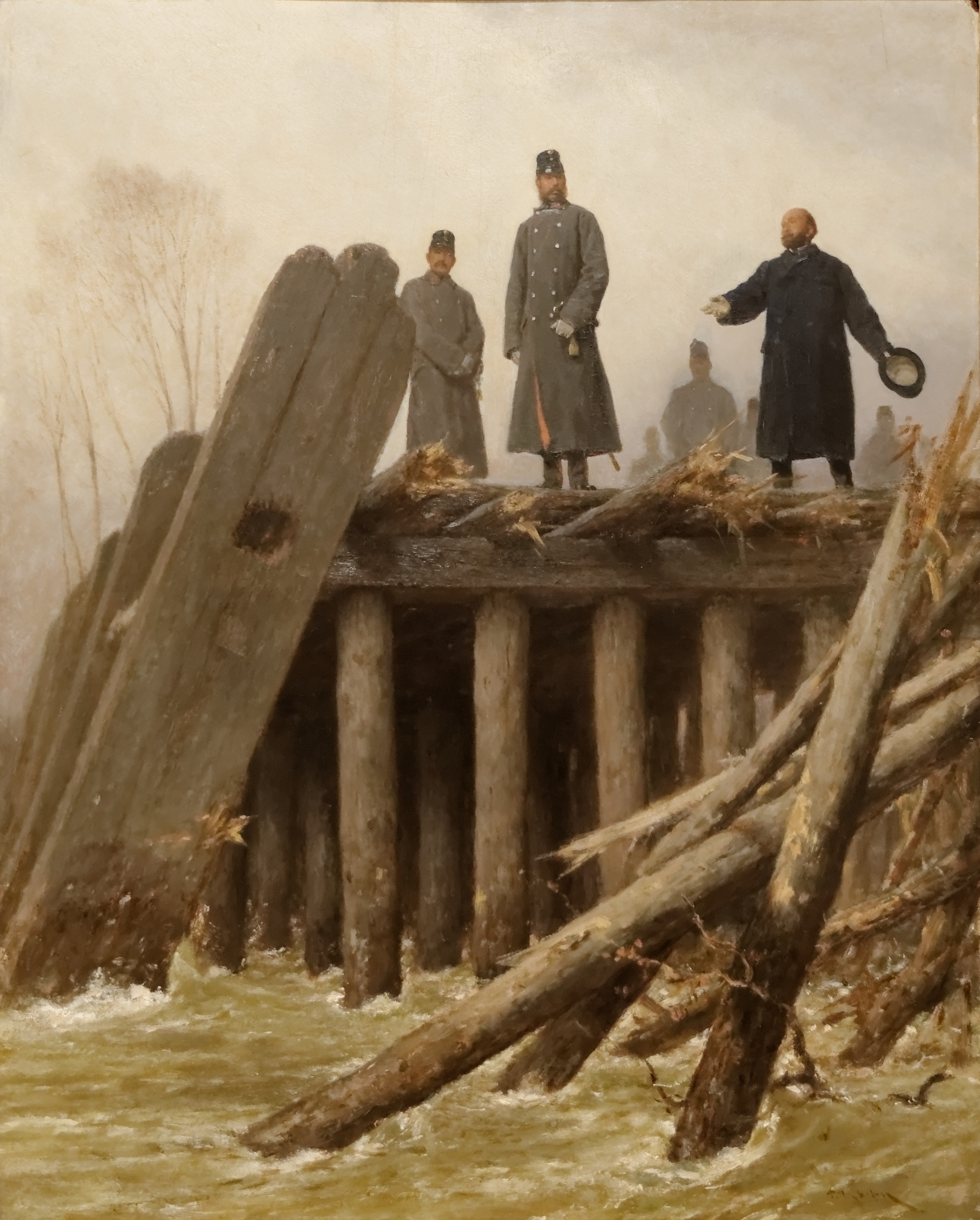
August von Panttenkofen: Kaiser Franz Joseph I. beim Wiener Donauhochwasser 1862

Das Donauhochwasser 1862 vom Februar 1862 war ein außergewöhnlich starkes Hochwasser der Donau. Besonders große Zerstörungen richtete es in Wien und Passau an.

## Verlauf
Das auf anhaltendes Tauwetter zurückzuführende Hochwasser überschwemmte in Wien Anfang Februar die Gebiete beiderseits der Donau, besonders Leopoldstadt, Brigittenau, Zwischenbrücken, Rossau, Floridsdorf, Mühlschüttel, Stadlau, das Gebiet um die Große Donaubrücke und Langenzersdorf. In Passau erreichte das Hochwasser seinen Höhepunkt am 2. Februar mit einem Stand von 11,6 m.

## Folgen
Dieses und das vorhergehende große Donauhochwasser 1830 gaben in Wien letztlich den Anstoß zur Wiener Donauregulierung.